# Mama Do (Uh Oh, Uh Oh)
"Mama Do (Uh Oh, Uh Oh)", conhecida simplesmente como "Mama Do", é uma canção gravada pela cantora inglesa Pixie Lott para seu álbum de estreia, Turn It Up, de 2009. Composta e produzida por Mads Hauge e Phil Thornalley, a faixa foi concebida após ambos músicos conhecerem Lott e descobrirem que a vocalista gosta de sair para se divertir. Uma obra dos gêneros pop e soul retrô, suas letras giram em torno de uma moça que sai de casa à noite sem seus pais suspeitarem.
"Mama Do (Uh Oh, Uh Oh)" recebeu análises mistas por membros da mídia especializada, os quais criticaram a falta de autenticidade no trabalho e compararam-na com composições de outras cantoras — como as da galesa Duffy —, mas elogiaram o desempenho vocal de Lott na composição. Lançada como o single de estreia de Lott e o primeiro do Turn It Up em 3 de junho de 2009 pela gravadora Mercury, a canção estreou no número um da UK Singles Chart, tabela musical publicada pela Official Charts Company no Reino Unido, e recebeu a certificação de prata no país através da British Phonographic Industry (BPI). Ficou entre as dez primeiras posições nas listas de países como Dinamarca, França, Hungria e Países Baixos e entre as quarenta primeiras em outros territórios da Europa — incluindo Portugal —, o que resultou na quinta posição da faixa na compilação continental European Hot 100 Singles. De acordo com a revista Rolling Stone Brasil, "Mama Do (Uh Oh, Uh Oh)" foi um dos maiores sucessos de 2009. Do lançamento do single, duas faixas serviram como lados B: "Use Somebody" e "Want You", das quais a primeira é uma versão acústica da original do grupo estadunidense Kings of Leon que atingiu o número 41 na UK Singles Chart. A composição foi indicada à categoria Single Britânico1 nos Brit Awards de 2010, mas perdeu para "Beat Again", da banda masculina conterrânea JLS.
O vídeo acompanhante de "Mama Do (Uh Oh, Uh Oh)" foi dirigido por Trudy Bellinger e mostra a inglesa em um sonho fugindo de casa e fazendo coreografias. A canção também foi interpretada por outras cantoras: a neerlandesa Esmée Denters, a estadunidense Selena Gomez e as da unidade Girls' Generation-TTS do grupo feminino sul-coreano Girls' Generation. A faixa foi gravada por Lott na língua fictícia simlish para o jogo eletrônico The Sims 3. Apresentações ao vivo de "Mama Do (Uh Oh, Uh Oh)" ocorreram em festivais musicais e programas televisivos, além de nas duas primeiras turnês de Lott, as Crazy Cats e Young Foolish Happy Tour, de 2010 e 2012, respectivamente.

## Antecedentes e composição
Em 2008, a cantora inglesa Pixie Lott começou a trabalhar no seu álbum de estreia, Turn It Up após assinar um contrato com a gravadora Mercury. Após conhecer a dupla de produção e composição por Mads Hauge e Phil Thornalley, os dois passaram a conhecer a artista e souberam que Lott gosta de sair com amigas para se divertir, passando a compor a faixa "Mama Do (Uh Oh, Uh Oh)" sobre esta apreciação da inglesa.
"Mama Do (Uh Oh, Uh Oh)" é uma canção de pop e soul com influências de blues retrô dos anos de 1960. De acordo com a partitura publicada pela Universal Music Publishing Group na página da Musicnotes, Inc., a obra é composta na nota de ré menor e tem um metrônomo de 120 batidas por minuto. O alcance vocal de Lott vai da nota de clave de fá até a de ré simples com quinta estrutura.

## Críticas e reconhecimento
| Críticas profissionais | Críticas profissionais |
| Avaliações da crítica  | Avaliações da crítica  |
| Fonte                  | Avaliação              |
| ---------------------- | ---------------------- |
| BBC                    | [ 6 ]                  |
| Digital Spy            | [ 7 ]                  |

Fraser McAlpine, do portal de música da BBC, criticou a produção de "Mama Do (Uh Oh, Uh Oh)" por uma falta de autenticidade, comparando a faixa a outras de cantoras como Duffy e Amy Winehouse ("Back to Black"), mas elogiou o produto individualmente por ser "cativante" e o desempenho vocal de Lott. O redator do Digital Spy Nicki Levine também notou semelhanças com obras de Duffy e apreciou a voz da cantora na faixa após o lançamento do single, acrescentando: "(...) este produto radiofônico está a cumprir seu papel, mas há conteúdo mais original e interessante no futuro álbum dela." Stephen Thomas Erlewine, do Allmusic, marcou a canção como um dos destaque do Turn It Up. Eduardo Guimarães, da página brasileira Território da Música, escreveu que a música "é até empolgante, mas parece trazer à mente uma tonelada de canções já ouvidas por aí. Talvez por isso seja tão fácil se familiarizar com ela".
"Mama Do (Uh Oh, Uh Oh)" foi indicada à categoria Single Britânico1 nos Brit Awards de 2010, mas perdeu para "Beat Again", da banda masculina britânica JLS.

## Desempenho comercial
| Tabela (2009)                                                 | Melhor posição |
| ------------------------------------------------------------- | -------------- |
| Alemanha (Media Control)                                      | 30             |
| Bélgica (Ultratop 50 de Flandres)                             | 32             |
| Bélgica (Ultratop 40 da Valônia)                              | 30             |
| Coreia do Sul (Gaon) (nacional)                               | 88             |
| Coreia do Sul (Gaon) (internacional)                          | 6              |
| Dinamarca (Hitlisten)                                         | 8              |
| Eslováquia (Federação Internacional da Indústria Fonográfica) | 12             |
| Espanha (Productores de Música de España)                     | 23             |
| França (Syndicat National de l'Édition Phonographique)        | 10             |
| Hungria (Magyar Hanglemezkiadók Szövetsége)                   | 9              |
| Irlanda (Irish Recorded Music Association)                    | 13             |
| Nova Zelândia (Recording Industry Association of New Zealand) | 19             |
| Países Baixos (MegaCharts)                                    | 10             |
| Portugal (Associação Fonográfica Portuguesa)                  | 13             |
| Reino Unido (Official Charts Company)                         | 1              |
| Chéquia (Federação Internacional da Indústria Fonográfica)    | 18             |
| Roménia (Romanian Top 100)                                    | 64             |
| Suécia (Sverigetopplistan)                                    | 27             |
| Suíça (Schweizer Hitparade)                                   | 34             |
| União Europeia (European Hot 100 Singles)                     | 5              |
| Áustria (Ö3 Austria Top 40)                                   | 32             |

| Tabela (2009)                               | Melhor posição |
| ------------------------------------------- | -------------- |
| Hungria (Magyar Hanglemezkiadók Szövetsége) | 123            |
| Reino Unido (Official Charts Company)       | 56             |

| País                                        | Certificação |
| ------------------------------------------- | ------------ |
| Reino Unido (British Phonographic Industry) | Prata        |

## Vídeo musical
De acordo com a rede BBC News, o vídeo da canção teve uma gravação de dezenove horas.

## Apresentações ao vivo
"Mama Do (Uh Oh, Uh Oh)" foi adiconada como o número de abertura da primeira turnê musical da cantora, a Crazy Cats Tour, de 2010. O evento começava com Lott cantando a faixa deitada em uma cama, na qual vestia um pijama de seda vermelho, ao passo em que dançarinos também com trajes de dormir saíam debaixo da mobília.

## Outras versões e uso na mídia
Em 7 de setembro de 2009, a cantora neerlandesa Esmée Denters compareceu à rádio do seu país Giel, na qual fez uma interpretação acústica de "Mama Do (Uh Oh, Uh Oh)". Em 22 de maio de 2012, a divisão Girls' Generation-TTS do grupo feminino sul-coreano Girls' Generation apareceu no programa Lee Sora’s 2nd Proposal do canal KBS, no qual cantaram sua versão da canção. Em 2009, Lott gravou a faixa no idioma fictício simlish para o pactote de expansão The Sims 3: World Adventures, da série de jogos eletrônicos The Sims. Esta versão foi lançada exclusivamente na Amazon.co.uk através de download digital pela Mercury Records em 6 de junho de 2009.

## Listas de faixas e formatos
| Download digital |                          |         |  |
| N.º              | Título                   | Duração |  |
| 1.               | "Mama Do (Uh Oh, Uh Oh)" | 3:18    |  |
| 2.               | "Use Somebody"           | 3:06    |  |

| Download digital da loja Amazon.co.uk |                                              |         |  |
| N.º                                   | Título                                       | Duração |  |
| 1.                                    | "Mama Do (Uh Oh, Uh Oh)"                     | 3:18    |  |
| 2.                                    | "Mama Do (Uh Oh, Uh Oh)" (versão em Simlish) | 3:23    |  |

| Extended play (EP) digital |                                                     |         |  |
| N.º                        | Título                                              | Duração |  |
| 1.                         | "Mama Do (Uh Oh, Uh Oh)"                            | 3:18    |  |
| 2.                         | "Mama Do (Uh Oh, Uh Oh)" (Linus Loves Vocal)        | 4:55    |  |
| 3.                         | "Mama Do (Uh Oh, Uh Oh)" (Bimbo Jones Vocal)        | 7:04    |  |
| 4.                         | "Mama Do (Uh Oh, Uh Oh)" (T2 Remix)                 | 5:05    |  |
| 5.                         | "Mama Do (Uh Oh, Uh Oh)" (Donae'o Remix Radio Edit) | 3:42    |  |

| CD single |                          |         |  |
| N.º       | Título                   | Duração |  |
| 1.        | "Mama Do (Uh Oh, Uh Oh)" | 3:18    |  |
| 2.        | "Want You"               | 3:58    |  |

## Créditos
| - Tom Coyne: masterização; - Mads Hauge: composição, produção, engenho de gravação, percussão, baixo, violão, teclado, Pro Tools, programação e voz de apoio; - Anders Kallmark: sintetizadores; - Greg Kurstin: produção adicional; - Pixie Lott: voz principal e de apoio; | - Carlos Oyandel: mixagem de engenho adicional; - Chris Sansom: engenho adicional; - Phil Smith: saxofone (tenor e barítono); - Phil Tan: mixagem; - John Thirkell: fliscorne e trompete; - Phil Thornalley: composição, produção, percussão e piano. |

Créditos adaptados do encarte do álbum Turn It Up.

## Histórico de lançamento
| País        | Data                 | Formato          | Gravadora |
| ----------- | -------------------- | ---------------- | --------- |
| Brasil      | 3 de junho de 2009   | Download digital | Mercury   |
| Portugal    | 3 de junho de 2009   | Download digital | Mercury   |
| Reino Unido | 4 de junho de 2009   | Download digital | Mercury   |
| Alemanha    | 4 de junho de 2009   | CD single        | Mercury   |
| Reino Unido | 8 de junho de 2009   | CD single        | Mercury   |
| Áustria     | 21 de agosto de 2009 | CD single        | Mercury   |

## Lados B
Duas canções foram incluídas como lados B de diferentes versões do lançamento de "Mama Do (Uh Oh, Uh Oh)". Lott gravou uma versão acústica de "Use Somebody", original da banda britânica Kings of Leon, que foi incluída na edição digital do single e entrou na UK Singles Chart no número 52. Após ser incluída na reedição Turn It Up Louder, a obra voltou à tabela na 41ª posição. Um vídeo acompanhante de "Use Somebody" também foi feito. A artista cantou a música nas Crazy Cats e Young Foolish Happy Tour.
"Want You" foi adicionada ao lançamento físico de "Mama Do (Uh Oh, Uh Oh)". Composta por Johannes Joergensen, Daniel "Obi" Klein, Lott e Tim McEwan e produzida por Deekay, é uma canção de amor sobre os problemas de uma vida agitada que podem afetar um relacionamento, com versos referenciando viagens a cidades como Los Angeles, Tóquio e Paris. O redator do portal Digital Spy David Balls fez uma crítica à faixa, chamando-a de "o tipo de música de pop boa, pura e e saudável que está perigosamente perto da extinção nos dias atuais" e comparando-lhe a trabalhos das cantoras Britney Spears no início da sua carreira e JoJo.